# Festival Halloween
Pour les articles homonymes, voir Halloween (homonymie).
Le festival Halloween se passe chaque année à Quimper à la Halle de Penvillers à la fin du mois d'octobre. Festival où le rock est toujours présent avec maintenant en plus électro et reggae au programme. Pour 2007 le festival décide de se rallonger d'une journée.

## Programmation

### Édition 2006
28 octobre : Les Têtes Raides, Sergent Garcia, Fishbone, DJ Champion et Debout sur le Zinc

### Édition 2005
Le concert du 28 octobre a eu lieu à Morlaix (Langolvas) et celui du 29 octobre à Quimper (Penvillers)
- 28 octobre : Tiken Jah Fakoly, Sinsemilia, Tom Mc Rae et Chris Stills
- 29 octobre : Louise Attaque, Dionysos, Luke, Romain Humeau et Dahlia.

### Édition 2004
- 22 octobre : Kool Shen, The Gladiators, Sinsemilia, Neg'Marrons et X Makeena.
- 23 octobre : Horace Andy, Matmatah, La Ruda, Colour of Fire et Babylon Circus.

### Édition 2003
- 24 octobre : The Abynissians, Silmarils, Enhancer, Freedom for King Kong, No Place for Soul et Warrior King.
- 25 octobre : Burning Heads, Bénabar, Tryo, Les Wampas, Marcel et son Orchestre et Tagada Jones.